# Наши английские берега
«Наши английские берега» (англ. Our English Coasts), также известная как «Заблудшие овцы» (англ. Strayed Sheep), — картина британского художника-прерафаэлита Уильяма Холмана Ханта, написанная маслом на холсте и законченная в 1852 году. С 1946 года она хранится в лондонской галерее Тейт, будучи приобретённой через Художественный фонд.

## История
Написанная Хантом в 1851 году картина Холмана Ханта «Наёмный пастух» была приобретена Уильямом Бродерипом. Двоюродному брату последнего, Чарльзу Теобальду Моду, понравились изображённые на её заднем плане овцы, и он заказал их репродукцию у Ханта. Художник убедил Мода согласиться на более авантюрную композицию. Хант работал на пленэре в изображённом на полотне месте с августа по декабрь 1852 года, невзирая на холодную и дождливую погоду. Для «Наших английских берегов» характерно сочетание деталей, написанных с разных точек наблюдений. Бабочки были нарисованы в студии.
На картине изображено стадо овец у живописного побережья Сассекса. Это место расположено на скалах в Фэрлайт-Глене, рядом с заливом Коувхаст, недалеко от Гастингса, и было прозвано Местом влюблённых.
Картина написана многослойным образом с использованием ярких красок, как и многие другие работы Ханта.
Картина демонстрировалась на летней выставке Королевской академии в 1853 году под названием «Наши английские берега», но на раме была надпись «Потерявшиеся овцы» (англ. The Lost Sheep). На Всемирной выставке 1855 года в Париже она уже носила наименование «Заблудшие овцы» (англ. Strayed Sheep). В 1946 году полотно посредством Художественного фонда была приобретена лондонской галереей Тейт.
По мотивам посещения 30 июля 2019 года, британским премьер-министром Борисом Джонсоном Уэльса художник Стив Белл нарисовал на основе «Наших английских берегов» карикатуру, опубликованную в газете The Guardian.